# Операция «Бревити»
Операция «Бревити» (англ. Operation Brevity) — попытка британского наступления в Северной Африке во время Второй мировой войны, осуществленная в период 15 — 16 мая 1941 года.

## Предыстория
В апреле 1941 года осаждавшие Тобрук германские и итальянские войска предприняли несколько попыток штурма крепости, но были отбиты. Посчитав, что противник понёс большие потери и предполагая, что он испытывает острую нехватку материального снабжения, командующий британскими силами в регионе генерал Уэйвелл решил нанести удар в районе египетской границы. Первоначально он намеревался захватить приграничные позиции на побережье, которые, как ему было известно, защищались небольшими силами, и разгромить защищавшие их войска до того, как противник сумеет их усилить. Однако в телеграмме Черчиллю от 13 мая Уэйвелл сообщил:
«В случае успеха я рассмотрю вопрос о немедленном переходе к совместным действиям сил Готта и тобрукского гарнизона с целью отбросить противника на запад от Тобрука.»
Для создания ударного кулака британцами были выделены 2-й танковый полк, насчитывавший 21 только что отремонтированный крейсерский танк устаревшего образца, и 4-й танковый полк с 26 танками «Матильда». 2-й танковый полк должен был обойти укреплённые позиции противника с фланга, продвинуться в направлении Сиди-Азиза и блокировать дорогу, по которой противник мог получить подкрепления или отойти. 4-й танковый полк при поддержке 22-й моторизованной бригады должен был начать штурм укреплений противника.

## Ход событий
Рано утром 15 мая британцы после 50-километрового марш-броска внезапным ударом захватили позицию на вершине перевала Халфайя, оборонявшуюся итальянцами, и взяли в плен несколько сотен человек. Затем они захватили ещё две позиции — Бир-Ваид и Мусаид — но прежде, чем они достигли Ридотта-Капуццо, фактор внезапности был утерян. Немецкая боевая группа, включившись в боевые действия, нанесла британцам фланговый удар, и наступление было дезорганизовано. Фланговый манёвр на Сиди-Азиз был отменён из-за угрозы контратаки. Однако наступление британцев выглядело таким сильным, что офицер, командующий войсками «Оси», решил начать отход. В результате, к наступлению темноты обе стороны начали отводить свои войска.
Роммель быстро отменил приказ об отступлении немецко-итальянских войск, и оперативно подтянул к полю боя танковый батальон из района Тобрука. Утром немцы увидели, что поле боя пусто. Это их сильно обрадовало, так как у пришедшего на помощь танкового батальона кончилось горючее, и он мог бы вступить в бой только в конце дня.

## Итоги и последствия
Британцам удалось захватить проход Халфайя, но немецко-итальянские силы отбили Ридотто-Капуццо, так что исход боя оказался неопределённым.